# Traité de Paris (1815)
Pour les articles homonymes, voir traité de Paris.

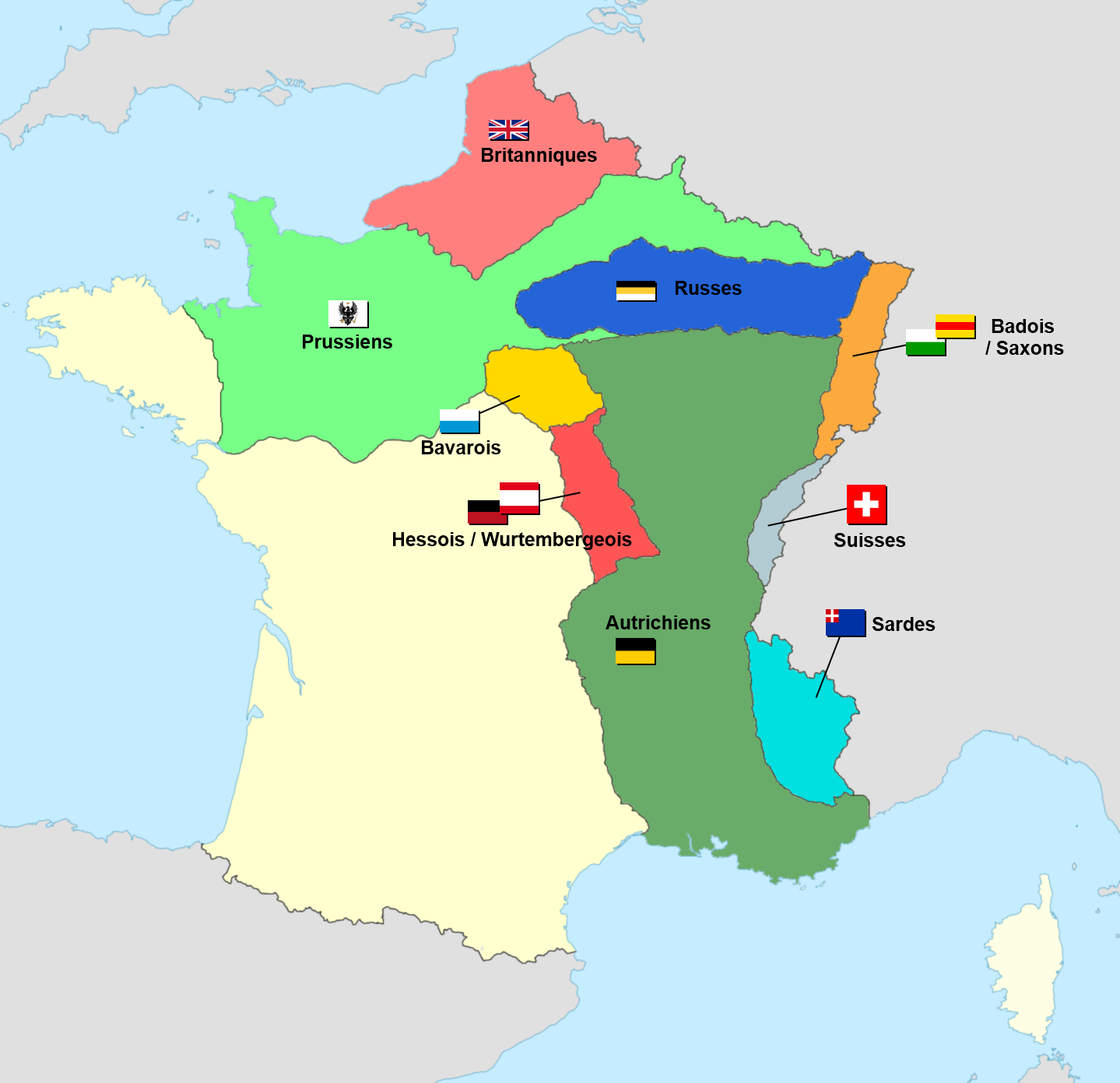
Zone d'occupation de la France de juin 1815 à novembre 1818.

Le traité de Paris de 1815 est signé le 20 novembre 1815, après la défaite de Napoléon à la bataille de Waterloo.

## Contexte
En 1814 se forme une alliance entre le Royaume-Uni de Grande-Bretagne et d'Irlande, l'Empire russe, le royaume de Prusse et l'empire d'Autriche. En dépit d'une série de victoires militaires (batailles de Champaubert, Montmirail) remportées par Napoléon, Paris tombe le 31 mars et les maréchaux forcent l'empereur à abdiquer pendant que le Sénat proclame Louis XVIII roi. Le 23 avril, une convention signée par le comte d'Artois livre cinquante-trois forteresses que les troupes françaises tiennent encore en Allemagne, en Italie et en Belgique ramenant la France à ses limites d'avant janvier 1792. Elle est suivie du traité de Paris du 30 mai 1814 qui règle le sort de la France. Conformément à ce traité, un congrès doit se réunir à Vienne pour régler le sort des territoires repris à Napoléon, congrès qui est convoqué en septembre avant de débuter en novembre. 
Le congrès se poursuit pendant les « Cent-Jours » et prend fin seulement neuf jours avant la seconde abdication de Napoléon, les Alliés étant décidés à se défaire de lui définitivement. Les Cent-Jours coûtent cher à la France : l'abdication de Napoléon et le retour de Louis XVIII ne suspendent pas l'avance des armées alliées. Près d'un million de soldats occupent 58 départements français et s'y conduisent comme en pays conquis. Les Alliés imposent des conditions de paix plus sévères qu'en 1814, conditions négociées par Talleyrand.

## Contenu

Les territoires perdus par la France.

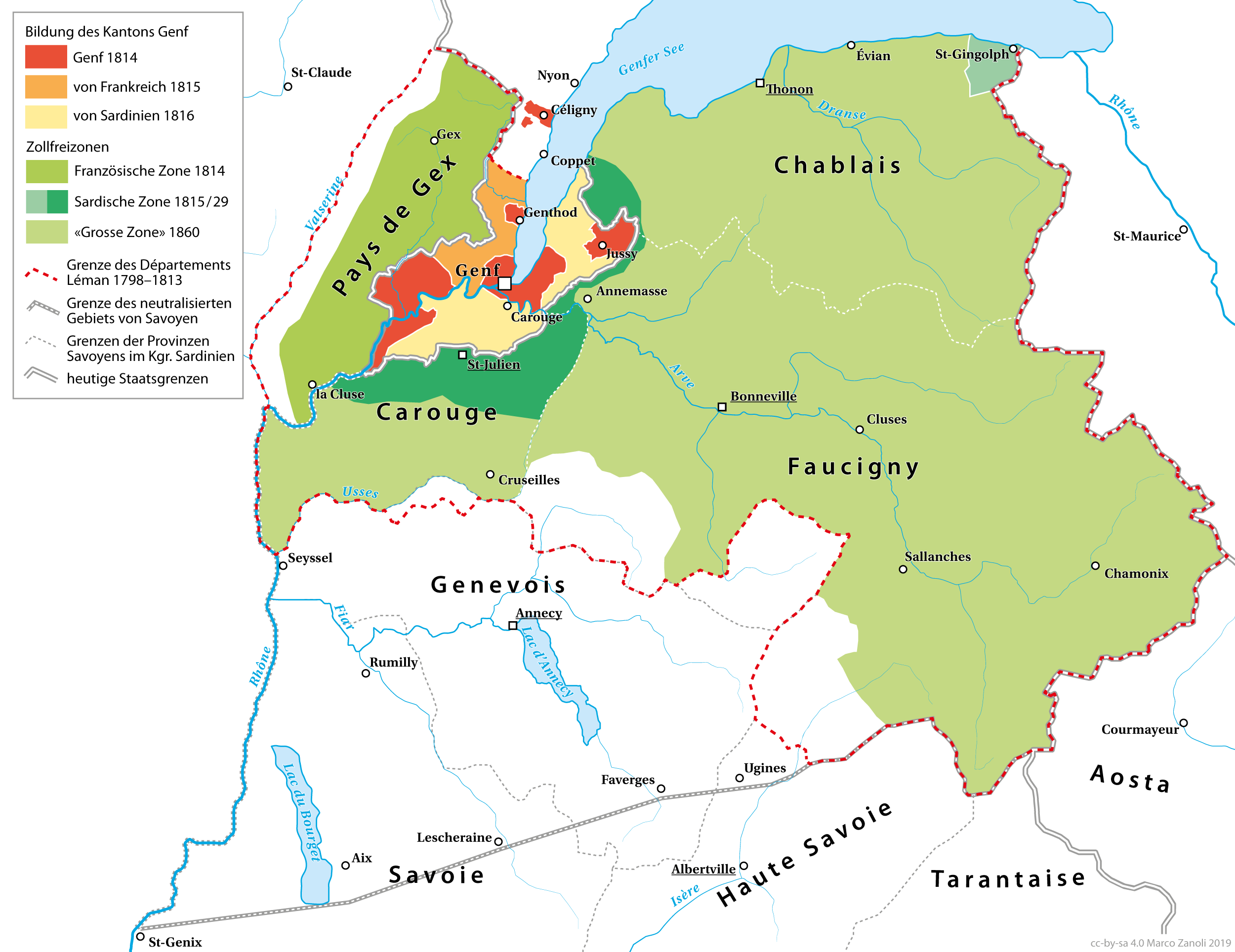
Localisation des zones franches après les traités de Paris de 1815, de Turin de 1816 et 1860.

La France est ramenée à ses frontières de 1790 (excepté au niveau du district de Sarrelouis et du Comtat Venaissin) et non plus à celles du 1er janvier 1792. Elle perd, au profit de la Prusse, de la Bavière et des Pays-Bas : Landau, Sarrebruck et Sarrelouis, Bouillon, Philippeville, Mariembourg, Chimay et le canton de Dour ainsi que les conquêtes territoriales des armées révolutionnaires en 1790-1792, que le traité précédent permettait à la France de garder (la Savoie, avec Chambéry et Annecy) ; en outre, elle doit payer 700 millions de francs d’indemnités (sur un PIB de 10 à 15 milliards) et entretenir à ses frais une armée alliée d'occupation de 150 000 soldats sur les territoires frontaliers du pays pour une durée de cinq ans. Alors que certains des Alliés, et particulièrement la Prusse, exigent initialement que la France abandonne une partie importante de son territoire à l’est, la rivalité entre les puissances et le souhait général d'assurer la restauration des Bourbons rendent le règlement de la paix moins onéreux qu’il n'aurait pu. Cette fois, la France n'est pas signataire : le traité est paraphé par la Grande-Bretagne, l'Autriche, la Russie et la Prusse.
Le traité s'affirme en réaction aux époques révolutionnaires et napoléoniennes qui avaient persécuté et asservi les princes et le clergé au pouvoir politique français. Le texte du traité est court. En plus de « préserver la France et l'Europe des convulsions qui les avaient menacées par l'initiative de Napoléon Bonaparte », les signataires du traité condamnent également la Révolution française : « ...et par le système révolutionnaire reproduit en France ». Promulgué « Au nom de la très sainte et indivisible Trinité », préfiguration de la Sainte-Alliance voulue par le tsar Alexandre Ier de Russie, il est empreint d'un certain cléricalisme  qui se manifeste par le rétablissement de la Compagnie de Jésus par le pape Pie VII (qui, maintenu en captivité par Napoléon Ier, a retrouvé sa liberté et ses États).   
Le traité est présenté « dans le souhait de consolider, en maintenant inviolée l'autorité royale, et en restaurant l'application de la Charte constitutionnelle, l'ordre des choses qui avait été heureusement rétabli en France ». La charte constitutionnelle à laquelle il est fait référence avec tant d'espoir est la Charte de 1814, octroyée par Louis XVIII l'année précédente. En acceptant le retour de Napoléon, le pays s'est rendu coupable, aux yeux des puissances étrangères, d'une nouvelle rébellion, « nonobstant les intentions paternelles de son roi », comme le note le traité.
Dans un article additionnel, le Traité de 1815 réaffirme la Déclaration des huit cours, relative à l'abolition universelle de la traite négrière signée le 8 février 1815 par l'Autriche, la Grande Bretagne, la Prusse, la Russie, le Portugal, l'Espagne, la Suède et la France ; et incorporée à l'Acte final du Congrès de Vienne (Acte XV) du 9 juin 1815.  
Le même jour, dans un autre document, le Royaume-Uni, la Russie, l'Autriche et la Prusse signent un nouveau pacte de Quadruple Alliance.
La France cède au canton de Genève les communes de Collex-Bossy (avec Bellevue), Le Grand-Saconnex, Meyrin, Pregny, Vernier, Versoix et une partie de Sauverny.
Elle restitue au royaume de Sardaigne les départements du Mont-Blanc et du Léman, partie de la Savoie qu'elle occupait depuis 1792, ainsi que Nice et la rive gauche du Var, tout comme la protection de la principauté de Monaco.
L'île d'Elbe, officiellement annexée par la France en 1802 et érigée par le congrès de Vienne en principauté de l'île d'Elbe donnée en toute souveraineté à Napoléon Ier suivant le traité de Fontainebleau du 11 avril 1814, est attribuée après la seconde abdication de l'empereur au grand-duché de Toscane.

### Sources et bibliographie
- Albert Malet et Jules Isaac Révolution, Empire et première moitié du XIXe siècle, Paris, Hachette, 1929.